# カルロ・ドメニコーニ
カルロ・ドメニコーニ（Carlo Domeniconi, 1947年2月20日 - ）は、イタリアのクラシックギター奏者、ジャズギター奏者、作曲家。
チェゼーナ出身。13歳でギターを始め、17歳でペーザロの音楽院を卒業した。1966年から西ベルリンのベルリン音楽大学（現在のベルリン芸術大学）で作曲を学び、その後20年間同大学で教壇に立った。
その後トルコを旅行した際にそこの人々や文化に魅了され、イスタンブールの音楽院でギターを教えることになった。作品も1985年に作曲された代表作『コユンババ』のようにトルコ民謡の影響がみられるようになった。